# Francesco Maria Zoppi
Francesco Maria Zoppi (Cannobio, 6 giugno 1765 – Cannobio, 7 aprile 1841) è stato un vescovo cattolico italiano, primo vescovo di Massa.

## Biografia

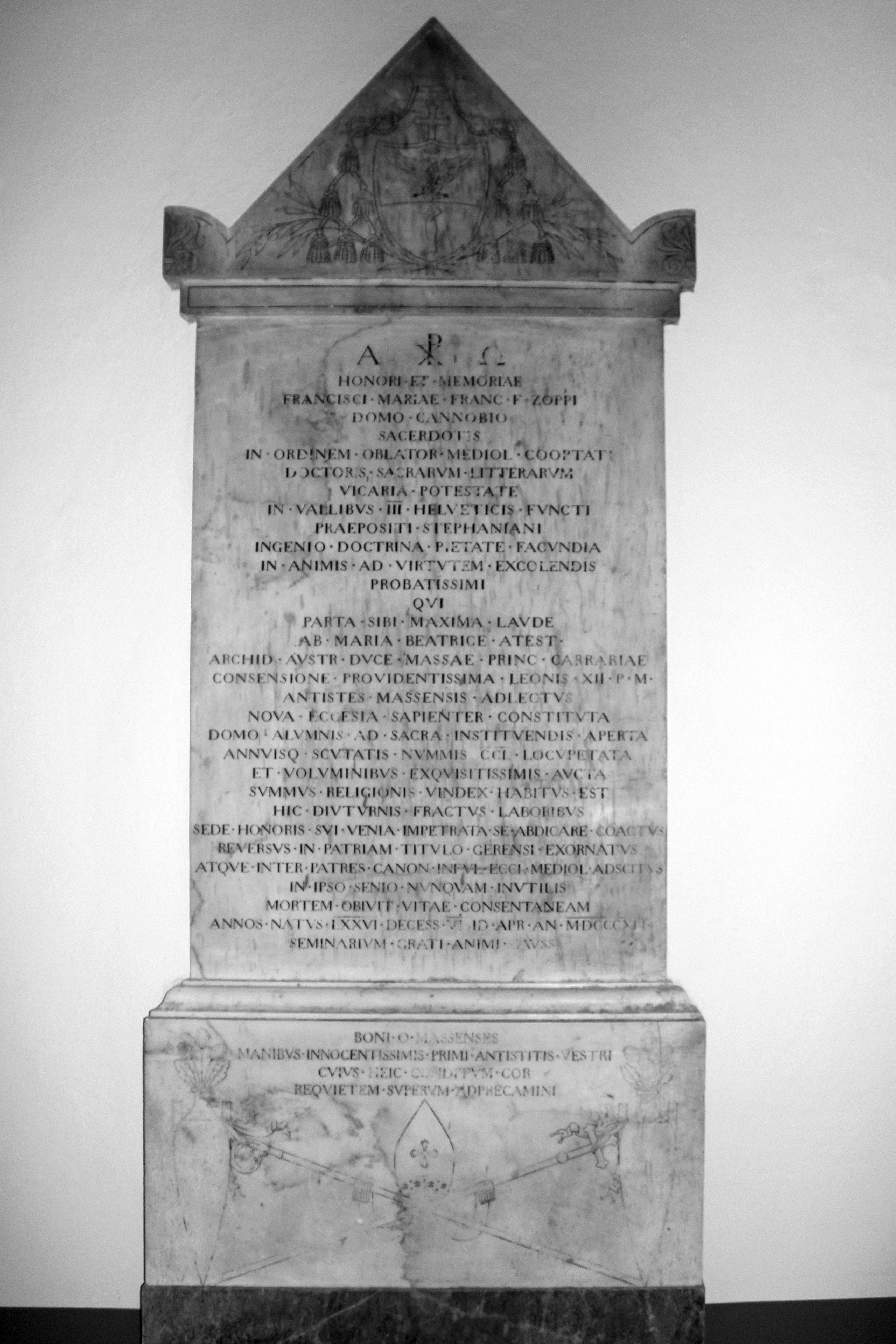
Lapide che ricorda il primo vescovo di Massa e la sepoltura del suo cuore nella Basilica Cattedrale di Massa

Francesco Maria Zoppi nasce a Cannobio, paese nell'attuale punta nord-orientale del Piemonte, nell'arcidiocesi di Milano, il 6 giugno 1765.
Entrò nel seminario generale di Pavia e si distinse per gli alti profitti, venne ordinato sacerdote nel 1788, quando era arcivescovo di Milano Filippo Maria Visconti. Iniziò a lavorare come insegnante di grammatica nell'allora prestigioso collegio di Gorla, fino a quando, nel 1790, mons. Visconti lo nominò vicario provisitatore di alcune valli in Svizzera italiana, facenti parte dell'arcidiocesi milanese. Per nove anni svolse questo compito energicamente, accompagnato da una diplomatica prudenza. Rientrato a Milano, nel 1799, per tornare a ricoprire il suo ruolo didattico prima e di rettore del seminario della canonica della cattedrale poi, cominciò ad avere un grandioso successo tra i fedeli, i quali si accalcavano per ascoltare le sue omelie.
Il 17 novembre 1823 papa Leone XII lo nominò primo vescovo della nuova diocesi di Massa, ottenuta scorporando principalmente territori appartenenti all'antica diocesi di Luni ed in parte all'arcidiocesi di Lucca. Ricevette la consacrazione episcopale dopo appena sei giorni, il 23 novembre 1823 per mano del cardinale Giulio Maria della Somaglia.
Il 10 aprile 1824, dopo essere stato ospite dell'arcivescovo di Pisa Ranieri Alliata per tre giorni, fece il suo ingresso trionfale in città, ma rimase molto deluso dalla sua nuova sede vescovile, infatti, essendo abituato alla Lombardia, il territorio di Massa gli apparve come desolato, monotono e retrogrado. Ciononostante iniziò la sua opera pastorale, prima di tutto consacrando la novella diocesi e la città a San Francesco d'Assisi ed imponendo come festa di precetto il 4 ottobre.
Subito dopo iniziò una lunga visita pastorale, che durò due anni, a causa del vasto e a volte impervio territorio, al termine della quale constatò che i fedeli ed il clero stesso manifestavano superficialità, ignoranza e, per quanto riguarda i presbiteri, precarietà della vocazione sacerdotale. Per rimediare all'inadeguatezza del clero chiese aiuto alla duchessa di Modena Maria Beatrice d'Este, riuscendo ad ottenere a sua disposizione, nel 1826, una numerosa schiera di missionari predicatori, che inviò in ogni parrocchia per sistemare la difficile situazione del territorio affidatogli. Inoltre riuscì ad organizzare, facendoli diventare obbligatori, corsi di esercizi spirituali per i sacerdoti con cadenza triennale.
Grazie ai soliti aiuti economici della duchessa di Modena, Zoppi costruì tre seminari nella diocesi: a Massa, a Castelnuovo di Garfagnana ed a Pontebosio, per sopperire alle difficili comunicazioni logistiche di quel tempo e sostenendo che: “un vescovado senza un seminario è come un edifizio posticcio, senza fondamenta”, infatti dopo poco le vocazioni sacerdotali quadruplicarono. 
Zoppi continuò il suo impegno anche nell'istruzione, sia religiosa sia culturale, fondando, ad esempio, la "Scuola della carità" per decine di fanciulle povere, con tre maestre a suo carico personale.
Il vescovo dovette anche organizzare giurisdizionalmente la nuova diocesi, e lo fece seguendo l'esempio di San Carlo Borromeo, e dividendo il territorio in 141 parrocchie, 16 distretti, 24 cure e numerose ville.
Nel 1832 arrivarono, con grande stupore di tutti, le sue dimissioni, proprio quando la "macchina della diocesi" cominciava a ingranare e a dare i suoi buoni frutti. Il duca di Modena Francesco IV d'Asburgo-Este, l'arcivescovo di Pisa Ranieri Alliata e il pontefice Gregorio XVI rimasero colpiti da questa decisione e il papa si oppose, negandogli il suo permesso. Tuttavia Francesco Maria Zoppi voleva trascorrere gli ultimi anni della sua vita nel suo paese d'origine, Cannobio e su questo fu inamovibile, perciò il 1º ottobre 1832 Gregorio XVI gli concesse di ritirarsi.
Molte ipotesi sono state formulate a riguardo delle sue dimissioni: dissidi con Francesco IV o con le autorità locali, motivi di salute ecc., ma nessuna di queste è stata ancora provata. Dopo di lui venne nominato vicario generale diocesano di Massa il conte Staffetti, fino a quando, il 23 giugno 1834, fu nominato vescovo mons. Francesco Strani.
Zoppi morì, dopo essere stato nominato vescovo titolare di Gera il 15 aprile 1833, a Cannobio il 7 aprile 1841, all'età di 75 anni e 10 mesi, di cui 52 e 4 mesi spesi come sacerdote e 17 e 4 come vescovo. Volle che il suo cuore venisse sepolto nella Cattedrale della diocesi di cui era stato il primo vescovo; la lapide commemorativa del vescovo Zoppi e della presenza del suo cuore, si trova attualmente nella Cappella delle Stimmate nella Basilica Cattedrale di Massa.

## Genealogia episcopale
La genealogia episcopale è:
- Cardinale Scipione Rebiba
- Cardinale Giulio Antonio Santori
- Cardinale Girolamo Bernerio, O.P.
- Arcivescovo Galeazzo Sanvitale
- Cardinale Ludovico Ludovisi
- Cardinale Luigi Caetani
- Cardinale Ulderico Carpegna
- Cardinale Paluzzo Paluzzi Altieri degli Albertoni
- Papa Benedetto XIII
- Papa Benedetto XIV
- Papa Clemente XIII
- Cardinale Marcantonio Colonna
- Cardinale Giacinto Sigismondo Gerdil, B.
- Cardinale Giulio Maria della Somaglia
- Vescovo Francesco Maria Zoppi